# カマン99作戦
アルボルズ作戦（アルボルズさくせん、ペルシア語: عملیات البرز）、コードネーム「カマン99作戦」（عملیات کمان 99）は、8年にわたるイラン・イラク戦争の勃発日にイランへの奇襲空襲を行ったイラクに対する報復として翌日にイラン空軍（IRIAF）が開始した作戦である。200機近くの航空機（うち140機以上がイラクに渡った）が参加したこの作戦はIRIAFが実施した最大規模の作戦と考えられている。戦争の最初の数年間はイランが航空優勢を確保していたことから結果は明らかに成功していた。
正式な開戦からわずか3時間後に実行されたこの作戦の主要な攻撃は、140〜148機のイランの戦闘爆撃機に加えて60機の迎撃機、空中給油機で編成され、少なくとも380人の空軍要員も参加しており、イラン空軍が行った最大規模の作戦となった。 
キルクーク、アル＝ラシード、ナシリヤ、ハバニヤ（タムズを含む）、シャイバ、クットおよびウンム・カスルの空軍基地だけでなく、バグダード国際空港とアル＝ムサンナー空港もこの作戦中に爆撃された。この作戦の規模と参加した航空機の数から、史上最大規模の航空戦の一つと考えられている。 

## 序章

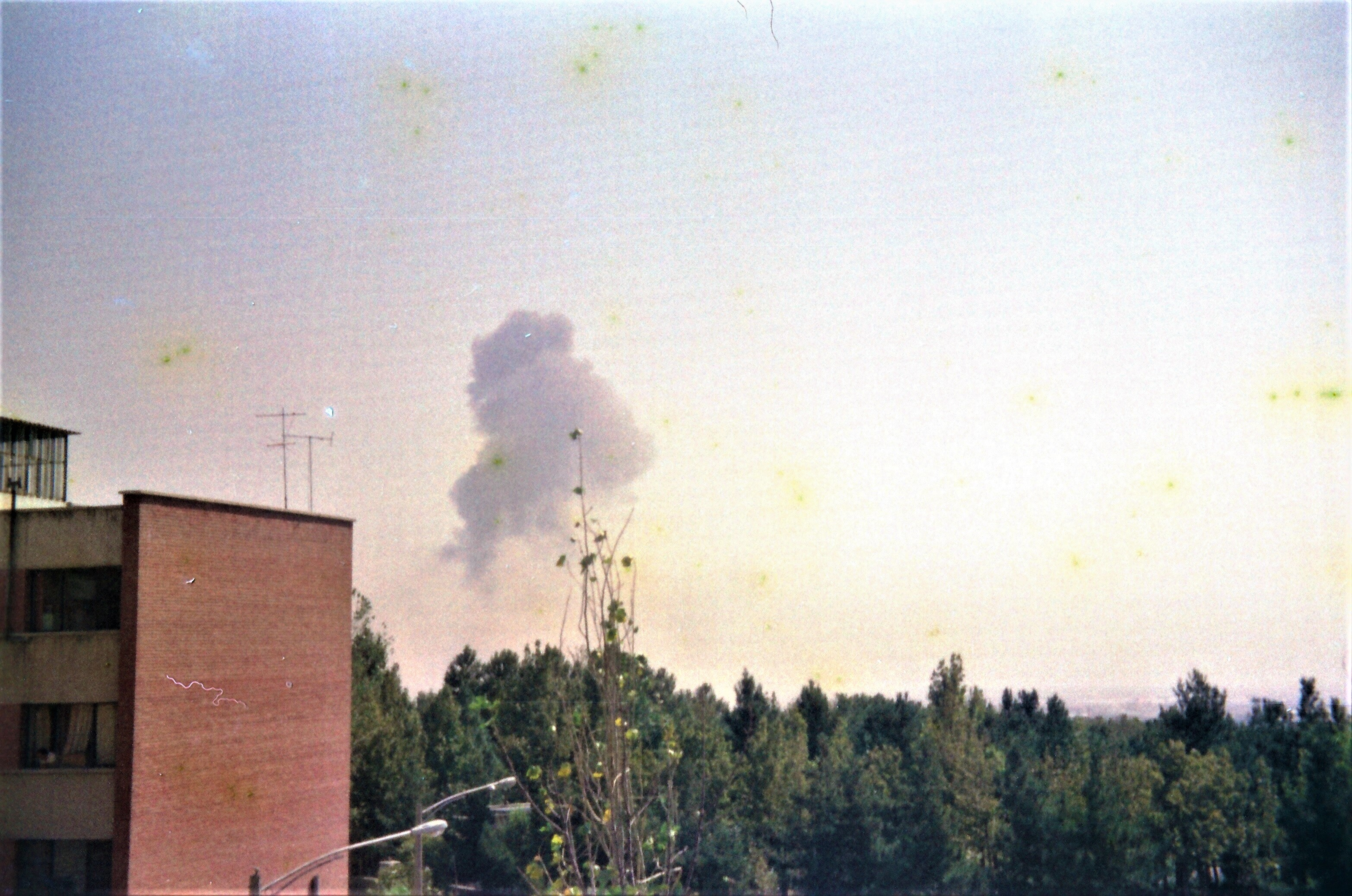
テヘランのメヘラーバード空港 1980年9月22日

1980年9月22日と23日に、イラクは合計166から192機の戦闘機と爆撃機を用いた合計250回の出撃でイランの戦略的場所への奇襲爆撃を開始した。 
現地時間の午後1時45分に6機のイラクMiG-23 フロッガーがアフヴァーズ近郊のイラン空軍基地を爆撃した。 
30分後、イラクMiG-23がテヘランのメヘラーバード空港を攻撃した。同時に、イラクはイランの他の8つの主要な空軍基地も爆撃した。 
イラクのラジオ放送局はこの作戦後のメッセージでイランのパイロットにイラクへと逃亡するよう求めた。 
しかし第三次中東戦争からの教訓を得ていたイランは、強化航空機シェルターを建設しそこで同国の戦闘航空機の殆どを保管していたため、イラクはイラン空軍に甚大な損害を全く与えることなく主にイランの滑走路に穴を開けただけであった（滑走路はその後迅速に修復された）。そして、イラン空軍は翌日実行される反撃の準備を始めた。 
このイラク攻撃の2時間後、イラン空軍はEntegham作戦（ عملیات انتقام 「復讐」）を実行し、イラクのシャイバ、ウンム・カスル、クット空軍基地を爆撃した。この作戦に参加した多くのパイロットによると、Entegham作戦とその後のカマン99作戦の両作戦は、イスラム革命以前に1974年から1975年のシャット・アル＝アラブ衝突でイラクとの戦闘が勃発した場合の迅速な対応として前身のイラン帝国空軍（IIAF）が計画したものであるという。

## 戦闘
1980年9月23日、イランはカマン99作戦を開始しMk 82、Mk 83、Mk 84爆弾とAGM-65マーベリックミサイルを装備した40機のF-4ファントムがハマダン空軍基地から離陸した。空中給油後、ファントムはイラクの首都バグダードに到着し、ここで 彼らはアル＝ラシード、ハバニヤとクット空軍基地を攻撃した。その間にさらに8機のF-4がテヘランのメヘラーバードから離陸し、アル＝ラシード空軍基地に2回目の攻撃を開始した。 
モスル空軍基地を攻撃するために、イランはタブリーズ空軍基地から58機のF-5EタイガーIIを向かわせた。モスル空軍基地への攻撃後、50機のF-5Eがナシリヤ空軍基地を攻撃した。 
148機のイランのF-4とF-5がすべてイラク爆撃に送られたため、イラクの報復の可能性からイラン空域を守るために60機のF-14トムキャットが緊急発進した。イランのF-14は2機のイラクのMiG-21（MiG-21RF１機とMiG-21MF1機）及び3機のイラクのMiG-23（MiG-23MS）を撃墜した他、イランのF5Eもこの作戦中にイラクのSu-20を撃墜した。当時のIRIAFの全運用艦隊がこの作戦に参加した。
空襲の時系列は以下の通り： 
- タブリーズ空軍基地からの48機のF-5E戦闘爆撃機がモスル空軍基地を爆撃した。空軍基地は「数ヶ月間」運用できなかった。
- デズフール空軍基地からの40機のF-5E戦闘爆撃機がナシリヤ空軍基地を爆撃した。
- ハマダン空軍基地からの16機のF-4E戦闘爆撃機がクット空軍基地を爆撃した。イランの報告によると、空軍基地は完全に破壊された。
- ブシェール空軍基地からの12機のF-4E戦闘爆撃機がシャイバ空軍基地を爆撃した。
- ハマダーン空軍基地からの12機のF-4E戦闘爆撃機がバクダート近郊のアル＝ラシード空軍基地を爆撃し、同基地の80%を破壊した。一部のMiG-23も地上で破壊された。
- ハマダーン空軍基地からの8機のF-4E戦闘爆撃機がバグダード国際空港とバグダード西部の北ハバニヤ空軍基地（タムズ空軍基地を含む）を爆撃した。
- キルクーク空軍基地、アル＝ムサンナー空港およびその他の標的は、その後の空襲で爆撃された。

## 余波
イラン空軍の弱体化を実現できなかったサダム・フセインとイラク軍は大打撃を受けた。イラン近郊の全てのイラク空軍基地は数ヶ月間運用不能になり、イランによるとイラクの航空効率は55％に低下した。大半のオブザーバーによれば、この作戦は歴史上最大規模の航空戦の一つである。この作戦により、イランは再編成され今後のイラク侵攻に備えることができた。しかし、イラクはフーゼスターン州の奥深くまで侵攻したため、自国の領土からイラクを排除し、最終的にイラクへと侵攻するまでに最大2年を要した。戦争はそれからさらに6年間続いて20世紀で最も長い伝統的な戦争となり、おそらく100万人近くが死傷した。 

## 大衆文化において
- イランの書籍『140+8の航空機』（ペルシア語: 8+140 فروندی ）は、Ahmad Mehrnia准将が執筆している[11]。
- マルジャン・サトラピは、彼女の自叙伝的グラフィックノベル『ペルセポリス』のある章で彼女の元クラスメートの父親Pardisse Entezamiが戦死したこの戦いについて触れている。